# 索巴奇耶湖
索巴奇耶湖是俄羅斯的湖泊，由克拉斯諾達爾邊疆區負責管轄，位於普托拉納高原，該湖長49公里、寬4公里，面積160平方公里，最大水深162米。